# アーサー・J・ナスカレッラ
アーサー・J・ナスカレッラ（Arthur J. Nascarella、1944年11月18日 - ）は、アメリカ合衆国の俳優。

## 出演作品
- 弾突 DANTOTSU（ブルーノ）
- ガール6
- ワイルド・バレット
- コップランド